# Letter (Aice5の曲)
『Letter』（レター）とは、Aice5の5作目のシングルである。2007年4月29日に、スターチャイルドより発売された。

## 概要
- 2007年4月29日に開催されたライブツアー『Aice5 1st Tour 2007 “Love Aice5”』にて先行発売され、約1ヵ月後にアニメイト限定で販売された楽曲で、Aice全員が作詞を手がけている。

## 収録曲
1. Letter  [3:59]
  - 作詞：Aice5、作曲：広田由佳、編曲：h.k
2. Letter〜Off Vocal Version〜